# بخش باغ حلی
بخش باغ حلی یکی از بخش‌های شهرستان سلطانیه در استان زنجان ایران است.

## جمعیت
براساس سرشماری مرکز آمار ایران در سال ۱۳۹۵، جمعیت بخش باغ حلی ۱۱۴۹۳ نفر بوده‌است.

## تقسیمات کشوری
بخش باغ حلی به مرکزیت روستای گوزلدره میباشد.